# Stadion FK Donji Srem
Stadion FK Donji Srem – stadion piłkarski w Pećinci, w Serbii. Może pomieścić 3 500 widzów. Swoje spotkania rozgrywa na nim drużyna FK Donji Srem Pećinci.